# 콩고 국제 협회

국제 아프리카 협회와 콩고 독립국, 벨기에령 콩고의 기

콩고 국제 협회(프랑스어: Association internationale du Congo)는 1879년 11월 17일 벨기에의 레오폴 2세가 콩고에서 자신의 이익을 증진시키기 위해 설립한 협회이다. 이 협정은 국제 아프리카 협회의 전선 조직의 일부였던 벨기에 상층콩고 연구 위원회를 대체했다. 콩고 국제 협회의 목표는 콩고 분지의 통제권을 확립하고 그 경제적 자원을 이용하는 것이었다. 1885년 8월 1일, 레오폴 국왕의 콩고 행정원 부원장은 베를린 회담이 폐막된 지 4개월 반 만에 이 협회가 "콩고 독립국"으로 불리게 되었다고 발표하였다.

## 소유 및 통제
콩고 상류 연구 위원회의 공식 주주는 네덜란드와 영국 사업가, 레오폴 2세를 대신해 주식을 보유하고 있던 벨기에 은행원이었다. 위원회의 의장인 막시밀리앵 스트라우치 대령은 레오폴의 임명자였다. 1878년 콩고 기지를 건설하는 데 5년 계약을 맺은 헨리 모턴 스탠리는 그가 국제 아프리카 협회, 콩고 상류 연구 위원회, 레오폴 자신에서 일했는지는 분명하지 않았다. 스탠리의 유럽 직원 계약은 그들의 일의 실체를 공개하는 것을 금지했다.

## 베를린 회담
1884년부터 1885년까지의 베를린 회담 또는 콩고 회의는 아프리카의 유럽 식민지화와 무역을 규제했다. 레오폴 2세는 회의에서 아프리카의 공동 무역이 모든 나라들의 최선의 이익이라고 열강들을 설득할 수 있었다. 이 회의의 일반법은 아프리카를 유럽의 주요 강대국들 사이에 분할하고 콩고 협회가 지배하는 영토를 사유 재산으로 확인하였으며, 이는 본질적으로 레오폴 2세의 소유가 되었다.
1884년 4월 10일 미국 상원은 체스터 A. 아서 대통령에게 "AIC의 깃발을 연합 정부의 깃발과 동등한 것으로 인정하는 것"을 승인했다.  1884년 11월 8일, 독일은 콩고에 대한 협회의 주권을 인정하였다.